# التهاب القرنية والملتحمة
الْتِهابُ القَرْنيَّة والمُلْتَحِمَة هو التهاب في القَرنية والمُلتحمة.
عندما يَكون الالتهاب في القرنية فقط، يُطلق عليه التهاب القرنية، وعندما يكون الالتهاب في الملتحمة فقط، ُيسمّى التهاب الملتحمة.

## الأسباب
هناك عِدة أَسباب مُحتملة للالتهاب:
- التهابُ القَرنية والمُلتحمة الجاف: عندما يكون الالتهاب بسبب الجفاف. يَحدث مع 20% من مرضى التهاب المفاصل الروماتويدي.
- الرمد الربيعي: يستخدم مصطلح «التهاب القرنية والملتحمة الربيعي» للإشارة إلى التهاب القرنية والملتحمة الذي يحدث في الربيع، وعادة ما يُعزى إلى مسببات الحساسية.
- التهاب القَرنية والمُلتحمة التّأتبي: هو أحد مظاهر التأتب.
- التهاب القَرنية والمُلتحمة الوبائي النّاجم عن عدوى فيروسات غدانية.
- التهاب القَرنية والمُلتحمة البقري المُعدي (IBK): هو مرض يصيب الماشية، وتُسَببه بكتيريا موراكسيلة بقرية.
- العين الوَردية في الأغنام والماعز: هو التهاب معدي آخر يصيب القَرنية والمُلتحمة، مما يثير قلق الطب البيطري، ويسببه في الغالب بكتيريا متدثرة المواشي.[2]
- التهاب الملتحمة القرنية الحوفي العلوي: يُعتقد أنه ناتج عن صدمة ميكانيكية.
- التهاب القَرنية والمُلتحمة الضّوئي (العمى الثلجي): هو الالتهابُ النّاتج عن الّتعرض لضوء الأشعة فوق البنفسجية الكهروضوئي، وهو نوع من التهاب القَرنية فوق البنفسجي. يُمكن أن يكون التّعرض للأشعة فوق البنفسجية ناتجًا عن استخدام اللحام بالقوسِ الكهربائي دون ارتداء نظارات العين الواقية، أوالتعرض لارتفاعٍ عالٍ من ضوء الشمس المُنعَكِس من الثلوج (العمى الثلجي). يظهر الالتهاب فقط بعد حوالي 6 إلى 12 ساعة، ويُمكن معالجته بالراحة، حيث يشفي الالتهاب عادة بعد 24-48 ساعة. يجب ارتداء حماية مناسبة للعين لمنع حدوث التهاب القرنية والمُلتحمة الكهروضوئي.